# Salvador Norte Shopping
O Salvador Norte Shopping é um shopping center brasileiro localizado na cidade de Salvador, Bahia.

## História
Com a construção iniciada no ano de 2009, o Salvador Norte Shopping foi inaugurado em 2010 pelo grupo JCPM, do empresário João Carlos Paes Mendonça, responsável também por outros grandes shoppings do Nordeste brasileiro, incluindo o Salvador Shopping. Voltado a atender a população da Região Metropolitana de Salvador, o Salvador Norte tornou-se o primeiro grande centro de compras em torno da cidade de Lauro de Freitas e próximo ao Aeroporto Internacional de Salvador e a outro grande centro de compras, o Shopping Paralela, na região de expansão norte da capital baiana.
Entre outras novidades, o Salvador Norte trouxe para o Nordeste a Cinépolis, maior operadora de cinema da América Latina e a quarta no ranking mundial.

## Eficiência energética
O Salvador Norte é o primeiro empreendimento privado a receber o selo nível "A" do Procel Edifica (Programa Nacional de Eficiência Energética nas Edificações). Isso porque, quando construído, o Salvador Norte recebeu em sua fachada e cobertura vidros especiais de controle solar da empresa Cebrace, que reduzem o calor da luz solar mesmo mantendo alta transmissão luminosa. O reconhecimento do alto desempenho energético do edifício aconteceu no ano de 2011.